# 顕聖
顕聖（けんせい）は、燕の末帝史朝義の治世に使用された元号。
761年 - 763年。

## 西暦・干支との対照表
| 顕聖 | 元年  | 2年   | 3年   |
| 西暦 | 761年 | 762年 | 763年 |
| 干支 | 辛丑  | 壬寅  | 癸卯  |